# Gor Mahia
Gor Mahia – kenijski klub piłkarski z siedzibą w Nairobi, występujący w Kenyan Premier League.

## Sukcesy
- 21-krotny mistrz Kenii: 1968, 1974, 1976, 1979, 1983, 1984, 1985, 1987, 1990, 1991, 1993, 1995, 2013, 2014, 2015, 2017, 2018, 2019, 2020, 2023, 2024.[1]
- 11-krotny zdobywca Pucharu Kenii: 1976, 1981, 1983, 1986, 1987, 1988, 1992, 2008, 2011, 2012, 2021
- 3-krotny finalista Pucharu Kenii: 1991, 2003, 2013[2]
- 1-krotny zdobywca Afrykańskiego Pucharu Zdobywców Pucharów: 1987
- 1-krotny finalista Afrykańskiego Pucharu Zdobywców Pucharów: 1979[3]